# Saint-Imier
Saint-Imier er en kommune i Schweiz i kanton Bern med 5.131(2018) indbyggere. Den er beliggende i den fransktalende administrative distrikt Jura Bernois.